# Âne romagnolo
L’âne romagnolo, nommé asino romagnolo  en italien, est une race d’âne italienne originaire d'Émilie-Romagne, et plus particulièrement de la province de Forlì. C'est un âne de taille moyenne à la robe bai-brun sur laquelle figure une bande cruciale. La race bénéficie d'un plan de sauvegarde au vu de son très faible effectif. Reconnue par le Ministère de l'Agriculture en 2006, la race est gérée par L’Associazione Italiana Allevatori di Razza Asino Romagnolo (As.I.R.A.R.A) qui tient le stud-book.

## Histoire
La race dériverait de l'âne des Pouilles avec des croisements avec l'âne de Martina Franca, celui des Marches, de Basilicate, de Calabre et de Sicile.
La race a fortement décru après la Seconde Guerre mondiale avec la motorisation agricole, et plus particulièrement à partir des années 1970.
En 1996 l’Associazione Provinciale Allevatori di Forlì-Cesena-Rimini se lance dans une action de sauvegarde de la race. La race est officiellement reconnue par le Ministère de l'Agriculture en 2006 comme l'une des sept races asines italiennes autochtones.

## Description

### Morphologie
La taille moyenne de la race se situe entre 1,32 m et 1,45 m au garrot, mais les standards morphologiques définissent une taille comprise entre 1,30 m et 1,45 m au garrot pour les femelles et entre 1,35 m et 1,55 m pour les mâles.
La tête n'est pas lourde avec un profil rectiligne voir légèrement concave. Le front est large et les narines petites et sèches. Les oreilles sont portées droites et présentent une longueur modérée. Les yeux sont grands avec des arcades orbitaires prononcées,. L'encolure est musclée, avec une attache large à la tête et au tronc. Le dos est droit avec des lombaires courtes. La croupe est arrondie. La poitrine est ample et profonde, le thorax très développé, et la queue attachée haut. Les membres sont robustes et les aplombs réguliers,. Les sabots sont solides et bien formés.

### Robe
La robe est généralement bai-brun avec un poil ras et lisse, mais certains sujets peuvent présenter une robe baie, noire ou alezane.
La raie de mulet et la croix scapulaire sont marquées et des zébrures peuvent être présentes sur les membres antérieurs. Le bout du nez est blanc avec l'extrémité plus foncée. Les oreilles sont pourvues de poils blancs et les yeux sont également cerclés de poils plus clairs. Le ventreest blanc avec une ligne ventrale de poils foncés,.

## Utilisations
Il sert toujours pour la récolte du bois et des châtaignes.
Le lait d'ânesse est également un débouché pour la race, celui-ci étant très proche du lait maternel.
Les randonnées avec un âne commencent également à se développer en Italie, d'après le modèle français. L'âne Romagnolo peut aussi être utilisé en asinothérapie auprès d'enfants ou de personnes ayant des difficultés physiques ou mentales. Mais il joue aussi très bien le rôle d'animal de compagnie.

## Diffusion de l'élevage
L'Associazione Italiana Allevatori di Razza Asino Romagnolo (As.I.R.A.R.A) est l’association nationale de race qui gère l'âne romagnolo. Elle a pour objectif de soutenir les éleveurs, participer au développement de la race, définir ses standards et gérer son stud-book.
En 2012, près de 500 individus étaient recensés comme étant de race Romagnolo. Ce chiffre est en progression par rapport au début des années 2000 où seuls 76 animaux étaient recensés.

#### Article de presse
- (it) Laura Giorgi, « L'asino romagnolo non si estinguerà », Corriere Romagna,‎ 5 août 2012, p. 16 (lire en ligne)

#### Ouvrage généraliste
: document utilisé comme source pour la rédaction de cet article.
- Victor Siméon, « L'âne Romagnolo », dans Anes & Mulets - Découverte et techniques d'entretien et de dressage, De Vecchi, 2008, 192 p. (ISBN 9782732892801), p. 139
- Serge Farissier, L'âne, Paris, Editions Artemis, 2007, 118 p. (ISBN 978-2-84416-642-5, lire en ligne).